# 傑森·蘇戴西斯
丹尼尔·傑森·蘇戴西斯（英語：Daniel Jason Sudeikis，/sʊˈdeɪkɪs/ suu-DAY-kiss，1975年9月18日—），美國男演員、喜劇演員、作家和製片人。2020年，他与人合作创作并开始主演Apple TV+体育喜剧系列片《泰德拉索：錯棚教練趣事多》，该片为他赢得了黄金时段艾美奖的四项提名，包括赢得的最佳喜劇類影集和最佳喜劇類影集男主角，此外，他还赢得了金球奖音乐及喜剧类剧集最佳男主角和美國演員工會獎最佳喜劇類影集男演員。

## 職業生涯
他的演藝生涯開始於即興劇場。2003年，他被聘为《週六夜現場》的编剧。2005年至2013年期間，他成为週六夜現場的卡司，扮演乔·拜登和米特·羅姆尼等人。

## 外部連結
- 傑森·蘇戴西斯在互联网电影资料库（IMDb）上的資料（英文）
- Jason Sudeikis的MySpace主頁